# Pyriphis pyrenoides
Pyriphis pyrenoides är en spindeldjursart som först beskrevs av Lee 1966.  Pyriphis pyrenoides ingår i släktet Pyriphis och familjen Ologamasidae. Inga underarter finns listade i Catalogue of Life.